# Hugo Frenz
Hugo Frenz (* 17. Dezember 1888 in Ober-Stradam/Schlesien; † unbekannt) war ein deutscher Journalist, Schriftsteller und Politiker.

## Leben
Frenz, Sohn eines Lehrers im niederschlesischen Ober-Stradam (heute Stradomia Wierzchnia), studierte Literaturgeschichte und Volkswirtschaft in Berlin.
Im Dezember 1904 wurde Frenz Redakteur beim Parlamentsdienst des früheren Reichstagsstenographen Max Bäckler. Das Bäckler’sche Bureau (1920 von der Telegraphen-Union aufgekauft) versorgte Zeitungsredaktionen mit komprimierten Plenums- und Ausschussberichten aus dem Reichstag und konkurrierte mit dem Parlamentsdienst der halbstaatlichen Nachrichtenagentur Wolffs Telegraphisches Bureau (WTB). Gelegentlich war Frenz freier Mitarbeiter des auf Gerichtsberichterstattung spezialisierten Korrespondenzbüros Schweder und Hertzsch. 1910 wurde Frenz Redakteur bei Ulk – Illustriertes Wochenblatt für Humor und Satire, der populären Donnerstagsbeilage von Berliner Tageblatt und Berliner Volks-Zeitung aus dem Verlag Mosse, die in den Kriegsjahren jedoch durch Zensur und politische Anpassung merklich an Biss verlor. Zuerst Stellvertreter von Fritz Engel, war Frenz ab 1914 für die Beilage verantwortlich.
In der Novemberrevolution 1918 begann sich Frenz politisch zu engagieren. Er trat der neu gegründete, linksliberalen Deutschen Demokratischen Partei (DDP) bei. Im Dezember 1918 übernahm er die Redaktionsleitung der DDP-nahen Zeitschrift Das Demokratische Deutschland (DDD, ab 1923: Deutsche Einheit), die als Plattform für Programm- und Richtungsdebatten gedacht war. Bei der Berliner Verlagsbuchhandlung Boll & Pickhardt, in der die Zeitschrift anfangs erschien, veröffentlichte Frenz während des Wahlkampfes zur Weimarer Nationalversammlung im Januar 1919 das stichwortartige Brevier Demokratisches ABC: Erstes politisches Handbuch nach der Revolution, das teils als Staatsbürgerkunde, teils zur Kandidatenschulung geeignet war.
Im Februar 1919 kandidierte Frenz selbst für die DDP bei der Wahl zur Berliner Stadtverordnetenversammlung im bürgerlichen Vorort Steglitz. Im Juni 1920 stellte Frenz sich auf der DDP-Bezirksliste für Steglitz-Lichterfelde zur Wahl für die Stadtverordnetenversammlung des neu geschaffenen Groß-Berlin.
Frenz schied bereits im Sommer 1919 aus der DDD-Redaktion wieder aus, um zu seinem alten Arbeitgeber, dem Bäckler’schen Bureau, zurückzukehren. Die Parlamentsberichterstattung gewann durch die Aufwertung des Reichstags im parlamentarischen Regierungssystem große Bedeutung. Mit der Übernahme des Dienstes durch den Hugenberg-Konzern öffnete sich Frenz eine große Karrierechance. Hugenberg integrierte den Parlamentsdienst in die Telegraphen-Union, die zweitgrößte deutsche Nachrichtenagentur, und berief Frenz 1920 zum Leiter der neuen TU-Abteilung und Chefredakteur. Damit ging eine scharfe parteipolitische Kehrtwende nach rechtsaußen einher. Frenz wandte sich von der DDP ab und ließ sich 1920 für die illiberale, republikfeindliche Deutschnationale Volkspartei (DNVP) in den Provinziallandtag Brandenburg wählen.

## Verbandsfunktionen
Frenz war ab den 1910er Jahren Vorstandsmitglied mehrerer Berufsvereinigungen. So war er mehrfach wiedergewählter stellvertretender Vorsitzender des Vereins Berliner Journalisten, Vorstandsmitglied des Bezirksverbands Berlin-Brandenburg im Reichsverband der deutschen Presse (RDP), Vorsitzender des Vereins der Parlamentsjournalisten und Vorstandsmitglied im Verband deutscher Journalisten- und Schriftstellervereine.
Als Reaktion auf die Gründung von Arbeiter- und Soldatenräten in der Novemberrevolution 1918 kam es auch zur Bildung von Räten in Angestelltenberufen. Frenz wurde am 17. November 1918 von einer Mitgliederversammlung des Reichsverbands der Deutschen Presse in einen neunköpfigen „Journalistenrat“ gewählt, der sich an der erwarteten Räteversammlung beteiligen sollte.

## Schriftsteller
Als Schriftsteller trat Frenz zunächst mit humoristischen Büchern hervor. Sein Erstling war 1911 Rot - Orange - Gelb - Grün - Blau - Violett . Lustige Regenbogenstrahlen, welchen das Rixdorfer Tageblatt als „eine hübsche Sammlung lustiger, frischer und flott geschriebener Geschichten und Humoresken“ aus dem Großstadtleben bezeichnete. Er sei „ein trefflicher Beobachter der Kinderwelt“. Viele Plaudereien und Schnurren drehten sich um Kinder und Schule.
Mit humorvollen Anekdoten aus seinem Erfahrungsschatz als Parlamentsjournalist füllte Frenz seine zwei populären Reichstagsbücher Unser Reichstag: Farbige Skizzen (1911) und Unter der goldenen Kuppel: heitere Bilder aus dem Reichstag (1913).
Eine Mischung aus Broschüre, Wahlliteratur und Sachbuch war sein Demokratisches ABC: Erstes politisches Handbuch nach der Revolution (1919).
1925 veröffentlichte Frenz ein Sachbuch zum akademischen Leben, Geschichte des studentischen Verbindungswesens: Bruder Studio im Wandel der Zeit.

## Buchveröffentlichungen
- Geschichte des studentischen Verbindungswesens: Bruder Studio im Wandel der Zeit. Minitatur-Bibliothek 1080–1082. Leipzig: Verlag für Kunst und Wissenschaft, 1925
- als Herausgeber: Demokratisches ABC: Erstes politisches Handbuch nach der Revolution. Berlin: Boll & Pickardt, 1919. Volltext (PDF) bei Universitätsbibliothek Erlangen-Nürnberg Volltext (PDF) im Internet Archive
- Unter der goldenen Kuppel: heitere Bilder aus dem Reichstag. Mit 6 humoristischen Zeichnungen von Paul Halke. Berlin: Verlag Hermann Barsdorf, 1913. Volltext (PDF) bei GoogleBooks
- Unser Reichstag: Farbige Skizzen. Was ist im Reichstag los? Wie arbeitet er? Wie lebt man dort? Worüber lacht man? Leipzig: Demme, 1911
- Rot - Orange - Gelb - Grün - Blau - Violett. Lustige Regenbogenstrahlen. Leonhardi's Haus- und Reisebibliothek. Dresden: Erich Leonhardi Nachf. Karl Erfurt 1911.